# スコットランド貴族代表議員の一覧

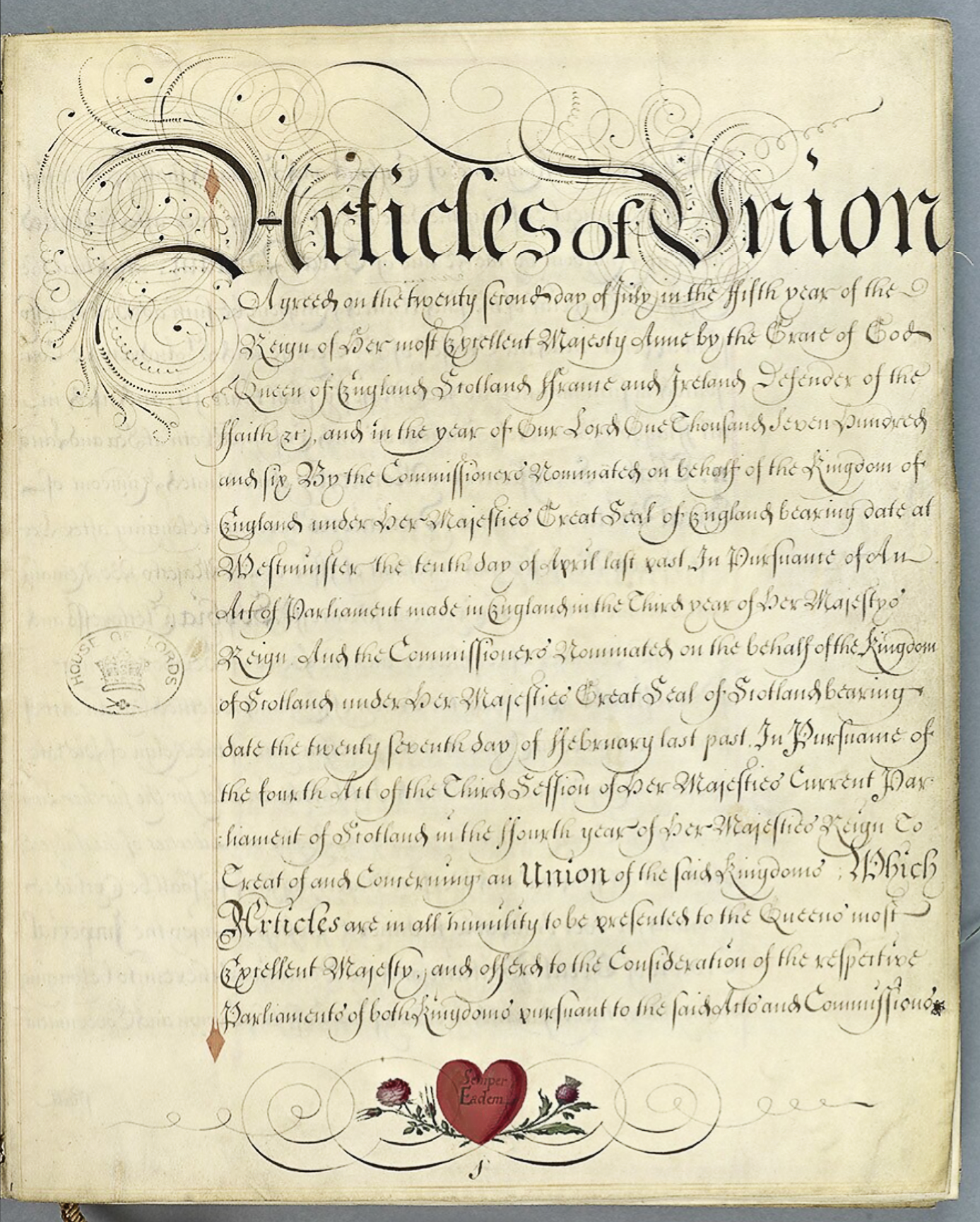
1707年合同法

本項はスコットランド貴族代表議員一覧。グレートブリテン王国の成立以降、グレートブリテン議会およびその後身である連合王国議会では1707年合同法第22、23条に基づき、スコットランド貴族代表議員16名をスコットランド貴族から選出している。任期は議会解散までであり、空位が生じた場合は補欠選挙が行われる。1963年貴族法第4条によりスコットランド貴族が無条件で貴族院議員に就任する権利を得たことで、スコットランド貴族代表議員制度は廃止された。

## 一覧
特記がない限り、各議員は当選日と退任日の間に行われた総選挙で再選されている。総選挙の日付は1707年2月13日、1708年6月17日、1710年11月10日、1713年10月8日、1715年3月3日、1722年4月21日、1727年9月20日、1734年6月4日、1741年6月13日、1747年8月1日、1754年5月21日、1761年5月5日、1768年4月26日、1774年11月15日、1780年10月17日、1784年5月8日、1790年7月24日、1796年6月30日、1802年8月10日、1806年12月4日、1807年6月9日、1812年11月13日、1818年7月24日、1820年4月11日、1826年7月13日、1830年9月2日、1831年6月3日、1833年1月14日、1835年2月10日、1837年8月25日、1841年8月5日、1847年9月8日、1852年7月15日、1857年4月14日、1859年5月10日、1865年7月28日、1868年12月3日、1874年2月18日、1880年4月16日、1885年12月10日、1886年7月20日、1892年7月14日、1895年7月24日、1900年10月5日、1906年1月30日、1910年1月28日、1910年12月15日、1918年12月20日、1922年11月16日、1923年12月10日、1924年11月3日、1929年5月31日、1931年10月29日、1935年11月5日、1945年7月6日、1950年2月21日、1951年10月23日、1955年5月23日、1959年10月6日。
| 議員                                                             | 当選日         | 退任日         | 備考 | 出典   |
| ---------------------------------------------------------------- | -------------- | -------------- | --- | ------ |
| 第2代クイーンズベリー公爵ジェームズ・ダグラス                    | 1707年2月13日  | 1708年4月15日  | | [ 4 ]  |
| 第16代サザーランド伯爵ジョン・ゴードン                           | 1707年2月13日  | 1708年4月15日  | | [ 5 ]  |
| 第2代ステア伯爵ジョン・ダルリンプル                              | 1707年2月13日  | 1708年4月15日  | | [ 6 ]  |
| 第2代ツィードデール侯爵ジョン・ヘイ                              | 1707年2月13日  | 1708年4月15日  | | [ 7 ]  |
| 第2代ロジアン侯爵ウィリアム・カー                                | 1707年2月13日  | 1709年2月3日   | 1709年2月3日の貴族院決議で1708年総選挙における当選無効 | [ 8 ]  |
| 第4代ウィームズ伯爵デイヴィッド・ウィームズ                      | 1707年2月13日  | 1710年9月21日  | | [ 7 ]  |
| 初代グラスゴー伯爵デイヴィッド・ボイル                           | 1707年2月13日  | 1710年9月21日  | | [ 9 ]  |
| 第19代クロフォード伯爵ジョン・リンジー                           | 1707年2月13日  | 1710年9月21日  | | [ 10 ] |
| 初代シーフィールド伯爵ジェームズ・オグルヴィ                     | 1707年2月13日  | 1710年9月21日  | | [ 11 ] |
| 初代モントローズ公爵ジェームズ・グラハム                         | 1707年2月13日  | 1710年9月21日  | | [ 12 ] |
| 第3代リーヴェン伯爵デイヴィッド・レズリー                        | 1707年2月13日  | 1710年9月21日  | | [ 13 ] |
| 初代ロクスバラ公爵ジョン・カー                                   | 1707年2月13日  | 1710年9月21日  | | [ 11 ] |
| 初代アイラ伯爵アーチボルド・キャンベル                           | 1707年2月13日  | 1713年8月8日   | | [ 14 ] |
| 第23代マー伯爵ジョン・アースキン                                 | 1707年2月13日  | 1715年1月5日   | | [ 15 ] |
| 初代ローズベリー伯爵アーチボルド・プリムローズ                   | 1707年2月13日  | 1715年1月5日   | | [ 16 ] |
| 第3代ラウドン伯爵ヒュー・キャンベル                              | 1707年2月13日  | 1731年11月20日 | 在任中に死去 | [ 8 ]  |
| 第9代ロシズ伯爵ジョン・レズリー                                  | 1708年6月17日  | 1710年9月21日  | | [ 16 ] |
| 第4代ハミルトン公爵ジェームズ・ハミルトン                        | 1708年6月17日  | 1712年11月15日 | 在任中に死去 | [ 14 ] |
| 第4代ノーセスク伯爵デイヴィッド・カーネギー                      | 1708年6月17日  | 1715年1月5日   | | [ 17 ] |
| 初代オークニー伯爵ジョージ・ダグラス＝ハミルトン                 | 1708年6月17日  | 1737年1月29日  | 在任中に死去 | [ 17 ] |
| 初代アナンデイル侯爵ウィリアム・ジョンストン                     | 1709年2月3日   | 1713年8月8日   | 1709年2月3日の貴族院決議により、1708年総選挙の結果変更で当選 | [ 18 ] |
| 第9代マーシャル伯爵ウィリアム・キース                            | 1710年11月10日 | 1712年5月27日  | 在任中に死去 | [ 15 ] |
| 第7代ヒューム伯爵アレグザンダー・ヒューム                        | 1710年11月10日 | 1713年8月8日   | | [ 14 ] |
| 第6代ブランタイヤ卿ウォルター・ステュアート                      | 1710年11月10日 | 1713年8月8日   | | [ 19 ] |
| 初代アソル公爵ジョン・マレー                                     | 1710年11月10日 | 1715年1月5日   | | [ 18 ] |
| 第9代エグリントン伯爵アレグザンダー・モンゴメリー                | 1710年11月10日 | 1715年1月5日   | | [ 20 ] |
| 第7代キノール伯爵トマス・ヘイ                                    | 1710年11月10日 | 1715年1月5日   | | [ 21 ] |
| 第3代キルシス子爵ウィリアム・リヴィングストン                    | 1710年11月10日 | 1715年1月5日   | | [ 21 ] |
| 第4代バルメリノ卿ジョン・エルフィンストン                        | 1710年11月10日 | 1715年1月5日   | | [ 19 ] |
| 第4代フィンドレイター伯爵ジェームズ・オグルヴィ                  | 1712年8月14日  | 1715年1月5日   | | [ 11 ] |
| 第5代リンリスゴー伯爵ジェームズ・リヴィングストン                | 1713年1月13日  | 1713年10月8日  | | [ 8 ]  |
| 第2代セルカーク伯爵チャールズ・ダグラス                          | 1713年10月8日  | 1715年1月5日   | | [ 22 ] |
| 第4代ダンドナルド伯爵ジョン・コクラン                            | 1713年10月8日  | 1715年1月5日   | | [ 20 ] |
| 第2代ダンモア伯爵ジョン・マレー                                  | 1713年10月8日  | 1715年1月5日   | | [ 20 ] |
| 初代ブレダルバン＝ホランド伯爵ジョン・キャンベル                 | 1713年10月8日  | 1715年1月5日   | | [ 23 ] |
| 初代ポートモア伯爵デイヴィッド・コリヤー                         | 1713年10月8日  | 1715年1月5日   | | [ 4 ]  |
| 第3代ツィードデール侯爵チャールズ・ヘイ                          | 1715年3月3日   | 1715年12月15日 | 在任中に死去 | [ 7 ]  |
| 初代アナンデイル侯爵ウィリアム・ジョンストン                     | 1715年3月3日   | 1721年1月14日  | 在任中に死去 | [ 18 ] |
| 第3代ベルヘイヴン＝ステントン卿ジョン・ハミルトン                | 1715年3月3日   | 1721年11月27日 | 在任中に死去 | [ 19 ] |
| 第12代ロス卿ウィリアム・ロス                                     | 1715年3月3日   | 1722年3月10日  | | [ 16 ] |
| 第9代ロシズ伯爵ジョン・レズリー                                  | 1715年3月3日   | 1722年5月9日   | 在任中に死去 | [ 16 ] |
| 第2代ビュート伯爵ジェームズ・ステュアート                        | 1715年3月3日   | 1723年1月28日  | 在任中に死去 | [ 23 ] |
| 初代ロクスバラ公爵ジョン・カー                                   | 1715年3月3日   | 1727年8月5日   | | [ 11 ] |
| 初代デロレーン伯爵ヘンリー・スコット                             | 1715年3月3日   | 1730年12月25日 | 在任中に死去 | [ 10 ] |
| 第16代サザーランド伯爵ジョン・ゴードン                           | 1715年3月3日   | 1733年6月27日  | 在任中に死去 | [ 5 ]  |
| 第2代ステア伯爵ジョン・ダルリンプル                              | 1715年3月3日   | 1734年4月17日  | | [ 6 ]  |
| 第9代バカン伯爵デイヴィッド・アースキン                          | 1715年3月3日   | 1734年4月17日  | | [ 23 ] |
| 初代モントローズ公爵ジェームズ・グラハム                         | 1715年3月3日   | 1734年4月17日  | | [ 12 ] |
| 初代アイラ伯爵アーチボルド・キャンベル                           | 1715年3月3日   | 1761年3月20日  | | [ 14 ] |
| 第6代ハディントン伯爵トマス・ハミルトン                          | 1716年2月28日  | 1734年4月17日  | | [ 24 ] |
| 第2代アバディーン伯爵ウィリアム・ゴードン                        | 1721年6月1日   | 1727年8月5日   | | [ 25 ] |
| 第4代ツィードデール侯爵ジョン・ヘイ                              | 1722年4月21日  | 1734年4月17日  | | [ 7 ]  |
| 第2代セルカーク伯爵チャールズ・ダグラス                          | 1722年4月21日  | 1739年3月13日  | 在任中に死去 | [ 22 ] |
| 初代ホープトン伯爵チャールズ・ホープ                             | 1722年4月21日  | 1742年2月26日  | 在任中に死去 | [ 14 ] |
| 第4代フィンドレイター伯爵ジェームズ・オグルヴィ                  | 1722年8月15日  | 1730年8月19日  | 在任中に死去 | [ 11 ] |
| 第10代ロシズ伯爵ジョン・レズリー                                 | 1723年6月13日  | 1734年4月17日  | | [ 16 ] |
| 第2代マーチモント伯爵アレグザンダー・ヒューム＝キャンベル        | 1727年9月20日  | 1734年4月17日  | | [ 15 ] |
| 第2代ダンモア伯爵ジョン・マレー                                  | 1727年9月20日  | 1752年4月18日  | 在任中に死去 | [ 20 ] |
| 第3代ロジアン侯爵ウィリアム・カー                                | 1730年2月19日  | 1761年3月20日  | | [ 8 ]  |
| 第13代モートン伯爵ジョージ・ダグラス                             | 1730年11月17日 | 1738年1月4日   | 在任中に死去 | [ 12 ] |
| 第20代クロフォード伯爵ジョン・リンジー                           | 1732年1月28日  | 1749年12月24日 | 在任中に死去 | [ 10 ] |
| 第2代アソル公爵ジェームズ・マレー                                | 1733年9月21日  | 1741年4月27日  | | [ 18 ] |
| 第4代バルカレス伯爵アレグザンダー・リンジー                      | 1734年6月4日   | 1736年7月25日  | 在任中に死去 | [ 18 ] |
| 第8代カスカート卿チャールズ・カスカート                          | 1734年6月4日   | 1740年12月20日 | 在任中に死去 | [ 26 ] |
| 第2代バクルー公爵フランシス・スコット                            | 1734年6月4日   | 1741年4月27日  | | [ 23 ] |
| 第17代サザーランド伯爵ウィリアム・サザーランド                   | 1734年6月4日   | 1747年6月18日  | | [ 5 ]  |
| 第2代ポートモア伯爵チャールズ・コリヤー                          | 1734年6月4日   | 1747年6月18日  | | [ 4 ]  |
| 第5代フィンドレイター伯爵ジェームズ・オグルヴィ                  | 1734年6月4日   | 1761年3月20日  | | [ 9 ]  |
| 第4代ラウドン伯爵ジョン・キャンベル                              | 1734年6月4日   | 1782年4月27日  | 在任中に死去 | [ 15 ] |
| 第2代ブレダルバン＝ホランド伯爵ジョン・キャンベル                | 1736年10月22日 | 1747年6月18日  | | [ 23 ] |
| 第3代ビュート伯爵ジョン・ステュアート                            | 1737年4月14日  | 1741年4月27日  | | [ 26 ] |
| 第3代ハインドフォード伯爵ジョン・カーマイケル                    | 1738年3月14日  | 1761年3月20日  | | [ 14 ] |
| 第14代モートン伯爵ジェームズ・ダグラス                           | 1739年5月12日  | 1768年10月12日 | 在任中に死去 | [ 12 ] |
| 第6代ローダーデイル伯爵チャールズ・メイトランド                  | 1741年6月13日  | 1744年7月15日  | 在任中に死去 | [ 21 ] |
| 第13代サマーヴィル卿ジェームズ・サマーヴィル                     | 1741年6月13日  | 1747年6月18日  | | [ 6 ]  |
| 第8代ヒューム伯爵ウィリアム・ヒューム                            | 1741年6月13日  | 1761年4月28日  | 在任中に死去。1761年5月5日の総選挙では死去の報せがジブラルタルから届いていないため再選                                                                          | [ 14 ] |
| 第8代マリ伯爵ジェームズ・ステュアート                            | 1741年6月13日  | 1767年7月5日   | 在任中に死去 | [ 12 ] |
| 第4代ツィードデール侯爵ジョン・ヘイ                              | 1742年4月30日  | 1762年12月9日  | 在任中に死去 | [ 7 ]  |
| 第2代ステア伯爵ジョン・ダルリンプル                              | 1744年10月12日 | 1747年5月9日   | 在任中に死去 | [ 6 ]  |
| 第3代ゴードン公爵コスモ・ゴードン                                | 1747年8月1日   | 1752年8月5日   | | [ 24 ] |
| 第5代リーヴェン伯爵アレグザンダー・レズリー                      | 1747年8月1日   | 1754年4月8日   | | [ 13 ] |
| 第3代アバディーン伯爵ジョージ・ゴードン                          | 1747年8月1日   | 1761年3月20日  | | [ 25 ] |
| 第7代ローダーデイル伯爵ジェームズ・メイトランド                  | 1747年8月1日   | 1761年3月20日  | | [ 21 ] |
| 第10代ロシズ伯爵ジョン・レズリー                                 | 1747年8月1日   | 1767年12月10日 | 在任中に死去 | [ 16 ] |
| 第3代マーチモント伯爵ヒュー・ヒューム＝キャンベル                | 1750年3月15日  | 1784年3月25日  | | [ 15 ] |
| 第3代ブレダルバン＝ホランド伯爵ジョン・キャンベル                | 1752年7月9日   | 1768年3月11日  | | [ 23 ] |
| 第9代カスカート卿チャールズ・カスカート                          | 1752年11月16日 | 1776年8月14日  | 在任中に死去 | [ 10 ] |
| 第7代ストーモント子爵デイヴィッド・マレー                        | 1754年5月21日  | 1796年5月20日  | | [ 6 ]  |
| 第10代エグリントン伯爵アレグザンダー・モンゴメリー               | 1761年5月5日   | 1769年10月24日 | 在任中に死去 | [ 20 ] |
| 第4代アーガイル公爵ジョン・キャンベル                            | 1761年5月5日   | 1770年11月9日  | 在任中に死去 | [ 18 ] |
| 第4代ダンモア伯爵ジョン・マレー                                  | 1761年5月5日   | 1774年9月30日  | | [ 20 ] |
| 第3代ビュート伯爵ジョン・ステュアート                            | 1761年5月5日   | 1780年9月1日   | | [ 26 ] |
| 第8代アバコーン伯爵ジェームズ・ハミルトン                        | 1761年5月5日   | 1787年2月14日  | 1786年8月23日、グレートブリテン貴族爵位のハミルトン子爵に叙爵。これにより、1787年2月14日に貴族院で貴族代表議員退任扱いの決議                                    | [ 25 ] |
| 第3代マーチ伯爵ウィリアム・ダグラス                              | 1761年5月5日   | 1787年2月14日  | 1778年より第4代クイーンズベリー公爵。1786年8月21日、グレートブリテン貴族爵位のダグラス男爵に叙爵。これにより、1787年2月14日に貴族院で貴族代表議員退任扱いの決議 | [ 15 ] |
| 第3代ハインドフォード伯爵ジョン・カーマイケル                    | 1761年8月12日  | 1767年7月19日  | 在任中に死去 | [ 14 ] |
| 第18代サザーランド伯爵ウィリアム・ゴードン                       | 1763年3月8日   | 1766年6月16日  | 在任中に死去 | [ 5 ]  |
| 第3代アソル公爵ジョン・マレー                                    | 1766年8月21日  | 1774年9月30日  | | [ 18 ] |
| 第9代ストラスモア＝キングホーン伯爵ジョン・ボーズ                | 1767年10月1日  | 1776年3月7日   | 在任中に死去 | [ 5 ]  |
| 第4代ゴードン公爵アレグザンダー・ゴードン                        | 1767年10月1日  | 1784年3月25日  | | [ 24 ] |
| 第9代アーヴィン子爵チャールズ・イングラム                        | 1768年4月26日  | 1778年6月19日  | 在任中に死去 | [ 14 ] |
| 第3代ローズベリー伯爵ニール・プリムローズ                        | 1768年4月26日  | 1784年3月25日  | | [ 16 ] |
| 第4代ロジアン侯爵ウィリアム・カー                                | 1768年12月21日 | 1774年9月30日  | | [ 8 ]  |
| 第15代エロル伯爵ジェームズ・ヘイ                                 | 1770年1月17日  | 1774年9月30日  | | [ 27 ] |
| 第5代ステア伯爵ジョン・ダルリンプル                              | 1771年1月2日   | 1774年9月30日  | | [ 6 ]  |
| 第9代カセルス伯爵トマス・ケネディ                                | 1774年11月15日 | 1775年11月30日 | 在任中に死去 | [ 26 ] |
| 第3代ブレダルバン＝ホランド伯爵ジョン・キャンベル                | 1774年11月15日 | 1780年9月1日   | | [ 23 ] |
| 第8代ダルハウジー伯爵ジョージ・ラムゼイ                          | 1774年11月15日 | 1787年11月15日 | 在任中に死去 | [ 10 ] |
| 第3代アバディーン伯爵ジョージ・ゴードン                          | 1774年11月15日 | 1790年6月11日  | | [ 25 ] |
| 第7代ギャロウェイ伯爵ジョン・ステュアート                        | 1774年11月15日 | 1790年6月11日  | | [ 9 ]  |
| 第4代ダンモア伯爵ジョン・マレー                                  | 1776年1月24日  | 1790年6月11日  | | [ 20 ] |
| 第11代エグリントン伯爵アーチボルド・モンゴメリー                 | 1776年6月13日  | 1796年5月20日  | | [ 20 ] |
| 第10代カセルス伯爵デイヴィッド・ケネディ                         | 1776年11月14日 | 1790年6月11日  | | [ 26 ] |
| 第5代ロジアン侯爵ウィリアム・カー                                | 1778年9月24日  | 1790年6月11日  | | [ 8 ]  |
| 第4代アソル公爵ジョン・マレー                                    | 1780年10月17日 | 1784年3月25日  | | [ 18 ] |
| 第14代グレンカーン伯爵ジェームズ・カニンガム                     | 1780年10月17日 | 1784年3月25日  | | [ 24 ] |
| 第7代ローダーデイル伯爵ジェームズ・メイトランド                  | 1782年7月24日  | 1784年3月25日  | | [ 21 ] |
| 第3代ホープトン伯爵ジェームズ・ホープ＝ジョンストン              | 1784年5月8日   | 1790年6月11日  | | [ 14 ] |
| 第16代モートン伯爵ジョージ・ダグラス                             | 1784年5月8日   | 1790年6月11日  | | [ 12 ] |
| 第11代エルフィンストン卿ジョン・エルフィンストン                 | 1784年5月8日   | 1794年8月19日  | 在任中に死去 | [ 27 ] |
| 第6代バルカレス伯爵アレグザンダー・リンジー                      | 1784年5月8日   | 1796年5月20日  | | [ 19 ] |
| 第9代マリ伯爵フランシス・ステュアート                            | 1784年5月8日   | 1796年5月20日  | | [ 12 ] |
| 第4代ブレダルバン＝ホランド伯爵ジョン・キャンベル                | 1784年5月8日   | 1806年10月24日 | | [ 23 ] |
| 第7代キナード卿ジョージ・キナード                                | 1787年3月28日  | 1790年6月11日  | | [ 21 ] |
| 第4代セルカーク伯爵ダンバー・ダグラス                            | 1787年3月28日  | 1790年6月11日  | | [ 22 ] |
| 第10代カスカート卿ウィリアム・カスカート                         | 1788年1月10日  | 1812年9月29日  | 1788年4月22日に貴族院決議で当選取り消し、同年4月28日に貴族院決議で復帰                                                                                          | [ 10 ] |
| 第7代ケリー伯爵アーチボルド・アースキン                          | 1790年7月24日  | 1796年5月20日  | | [ 21 ] |
| 第8代ローダーデイル伯爵ジェームズ・メイトランド                  | 1790年7月24日  | 1796年5月20日  | | [ 21 ] |
| 第9代トーフィッケン卿ジェームズ・サンディランズ                  | 1790年7月24日  | 1802年6月29日  | | [ 5 ]  |
| 第6代ダンフリーズ伯爵パトリック・マクドゥオール＝クライトン      | 1790年7月24日  | 1803年4月7日   | 在任中に死去 | [ 10 ] |
| 第7代エルギン伯爵トマス・ブルース                                | 1790年7月24日  | 1807年4月29日  | | [ 27 ] |
| 第4代グラスゴー伯爵ジョージ・ボイル                              | 1790年7月24日  | 1818年6月10日  | | [ 24 ] |
| 第4代セルカーク伯爵ダンバー・ダグラス                            | 1793年6月10日  | 1796年5月20日  | 1793年6月10日の貴族院決議により、1790年総選挙の結果変更で当選                                                                                                   | [ 22 ] |
| 第6代ステア伯爵ジョン・ダルリンプル                              | 1793年6月10日  | 1807年4月29日  | 1793年6月10日の貴族院決議により、1790年総選挙の結果変更で当選                                                                                                   | [ 6 ]  |
| 第14代サマーヴィル卿ジェームズ・サマーヴィル                     | 1793年8月7日   | 1796年4月16日  | 在任中に死去 | [ 6 ]  |
| 第3代ホープトン伯爵ジェームズ・ホープ＝ジョンストン              | 1794年10月23日 | 1796年5月20日  | | [ 14 ] |
| 第16代エロル伯爵ジョージ・ヘイ                                   | 1796年6月30日  | 1798年6月14日  | 在任中に死去 | [ 27 ] |
| 第7代ツィードデール侯爵ジョージ・ヘイ                            | 1796年6月30日  | 1804年8月9日   | 在任中に死去 | [ 7 ]  |
| 第5代アボイン伯爵ジョージ・ゴードン                              | 1796年6月30日  | 1806年10月24日 | | [ 25 ] |
| 第12代カセルス伯爵アーチボルド・ケネディ                         | 1796年6月30日  | 1806年10月24日 | | [ 26 ] |
| 第10代ストラスモア＝キングホーン伯爵ジョン・ボーズ               | 1796年6月30日  | 1806年10月24日 | | [ 5 ]  |
| 第9代ダルハウジー伯爵ジョージ・ラムゼイ                          | 1796年6月30日  | 1806年10月24日 | | [ 10 ] |
| 第8代ネイピア卿フランシス・ネイピア                              | 1796年6月30日  | 1806年10月24日 | | [ 12 ] |
| 第15代サマーヴィル卿ジョン・サマーヴィル                         | 1796年6月30日  | 1807年4月29日  | | [ 6 ]  |
| 第7代ノーセスク伯爵ウィリアム・カーネギー                        | 1796年6月30日  | 1807年4月29日  | | [ 17 ] |
| 第12代エグリントン伯爵ヒュー・モンゴメリー                       | 1798年8月15日  | 1806年10月24日 | | [ 20 ] |
| 第6代バルカレス伯爵アレグザンダー・リンジー                      | 1802年8月10日  | 1825年3月27日  | 在任中に死去 | [ 19 ] |
| 第11代エルフィンストン卿ジョン・エルフィンストン                 | 1803年6月16日  | 1807年4月29日  | | [ 27 ] |
| 第9代ケリー伯爵トマス・アースキン                                | 1804年11月14日 | 1806年10月24日 | | [ 21 ] |
| 第17代エロル伯爵ウィリアム・ヘイ                                 | 1806年12月4日  | 1807年4月29日  | | [ 27 ] |
| 第8代キナード卿チャールズ・キナード                              | 1806年12月4日  | 1807年4月29日  | | [ 21 ] |
| 第11代ブランタイヤ卿ロバート・ステュアート                       | 1806年12月4日  | 1807年4月29日  | | [ 19 ] |
| 第7代リーヴェン伯爵アレグザンダー・レズリー＝メルヴィル          | 1806年12月4日  | 1807年4月29日  | | [ 13 ] |
| 第7代レイ卿エリック・マッケイ                                    | 1806年12月4日  | 1807年4月29日  | | [ 4 ]  |
| 第4代アバディーン伯爵ジョージ・ハミルトン＝ゴードン              | 1806年12月4日  | 1818年6月10日  | | [ 25 ] |
| 第5代セルカーク伯爵トマス・ダグラス                              | 1806年12月4日  | 1818年6月10日  | | [ 22 ] |
| 第17代フォーブス卿ジェームズ・フォーブス                         | 1806年12月4日  | 1843年5月4日   | 在任中に死去 | [ 9 ]  |
| 第10代ストラスモア＝キングホーン伯爵ジョン・ボーズ               | 1807年6月9日   | 1812年9月29日  | | [ 5 ]  |
| 第8代ハディントン伯爵チャールズ・ハミルトン                      | 1807年6月9日   | 1812年9月29日  | | [ 24 ] |
| 第5代アボイン伯爵ジョージ・ゴードン                              | 1807年6月9日   | 1818年6月10日  | | [ 25 ] |
| 第12代ケイスネス伯爵ジェームズ・シンクレア                       | 1807年6月9日   | 1818年6月10日  | | [ 26 ] |
| 第9代ダルハウジー伯爵ジョージ・ラムゼイ                          | 1807年6月9日   | 1818年6月10日  | | [ 10 ] |
| 第8代ネイピア卿フランシス・ネイピア                              | 1807年6月9日   | 1823年8月1日   | 在任中に死去 | [ 12 ] |
| 第9代ケリー伯爵トマス・アースキン                                | 1807年6月9日   | 1828年2月6日   | 在任中に死去 | [ 21 ] |
| 第13代シンクレア卿チャールズ・シンクレア                         | 1807年6月9日   | 1831年4月23日  | | [ 22 ] |
| 第10代ヒューム伯爵アレグザンダー・ラミー＝ヒューム               | 1807年6月9日   | 1841年6月23日  | | [ 14 ] |
| 第17代ソルトーン卿アレグザンダー・フレイザー                     | 1807年6月9日   | 1853年8月18日  | 在任中に死去 | [ 11 ] |
| 第13代ロシズ伯爵ジョージ・レズリー                               | 1812年11月13日 | 1817年2月11日  | 在任中に死去 | [ 16 ] |
| 第6代クイーンズベリー侯爵チャールズ・ダグラス                    | 1812年11月13日 | 1832年12月3日  | | [ 4 ]  |
| 第14代グレイ卿フランシス・グレイ                                 | 1812年11月13日 | 1841年6月23日  | | [ 24 ] |
| 第6代ロジアン侯爵ウィリアム・カー                                | 1817年4月17日  | 1824年4月27日  | 在任中に死去 | [ 8 ]  |
| 第17代エロル伯爵ウィリアム・ヘイ                                 | 1818年7月24日  | 1819年1月26日  | 在任中に死去 | [ 27 ] |
| 第8代アーバスノット子爵ジョン・アーバスノット                    | 1818年7月24日  | 1820年2月29日  | | [ 18 ] |
| 第5代ロクスバラ公爵ジェームズ・イニス＝カー                      | 1818年7月24日  | 1820年2月29日  | | [ 11 ] |
| 第4代ローズベリー伯爵アーチボルド・プリムローズ                  | 1818年7月24日  | 1830年7月24日  | | [ 16 ] |
| 第9代クーロスのコルヴィル卿ジョン・コルヴィル                    | 1818年7月24日  | 1849年10月22日 | 在任中に死去 | [ 10 ] |
| 第8代ツィードデール侯爵ジョージ・ヘイ                            | 1818年7月24日  | 1876年10月10日 | 在任中に死去 | [ 7 ]  |
| 第8代ベルヘイヴン＝ステントン卿ロバート・ハミルトン              | 1819年3月18日  | 1832年12月3日  | | [ 19 ] |
| 第6代ステア伯爵ジョン・ダルリンプル                              | 1820年4月11日  | 1821年6月1日   | 在任中に死去 | [ 6 ]  |
| 第7代エルギン伯爵トマス・ブルース                                | 1820年4月11日  | 1841年11月14日 | 在任中に死去 | [ 27 ] |
| 第8代アーバスノット子爵ジョン・アーバスノット                    | 1821年8月2日   | 1847年7月23日  | | [ 18 ] |
| 第18代エロル伯爵ウィリアム・ヘイ                                 | 1823年10月2日  | 1831年4月23日  | | [ 27 ] |
| 第9代ネイピア卿ウィリアム・ネイピア                              | 1824年7月8日   | 1832年12月3日  | | [ 17 ] |
| 第6代ストラサラン子爵ジェームズ・ドラモンド                      | 1825年6月2日   | 1851年5月14日  | 在任中に死去 | [ 5 ]  |
| 第17代モートン伯爵ジョージ・ダグラス                             | 1828年4月10日  | 1858年3月31日  | 在任中に死去 | [ 12 ] |
| 第7代ノーセスク伯爵ウィリアム・カーネギー                        | 1830年9月2日   | 1831年4月23日  | | [ 17 ] |
| 第10代フォークランド子爵ルーシャス・ケアリー                     | 1831年6月3日   | 1832年12月3日  | | [ 9 ]  |
| 第8代リーヴェン伯爵デイヴィッド・レズリー＝メルヴィル            | 1831年6月3日   | 1860年10月8日  | 在任中に死去 | [ 13 ] |
| 第6代セルカーク伯爵ダンバー・ダグラス                            | 1831年6月3日   | 1885年4月11日  | 在任中に死去 | [ 22 ] |
| 第13代エルフィンストン卿ジョン・エルフィンストン                 | 1833年1月14日  | 1834年12月29日 | | [ 27 ] |
| 第4代エアリー伯爵デイヴィッド・オグルヴィ                        | 1833年1月14日  | 1849年8月20日  | 在任中に死去 | [ 25 ] |
| 第13代シンクレア卿チャールズ・シンクレア                         | 1833年1月14日  | 1859年4月23日  | | [ 22 ] |
| 第5代オークニー伯爵トマス・フィッツモーリス                      | 1833年1月14日  | 1874年1月26日  | | [ 17 ] |
| 第7代レイ卿エリック・マッケイ                                    | 1835年2月10日  | 1847年7月8日   | 在任中に死去 | [ 4 ]  |
| 第8代ロロ卿ジョン・ロロ                                          | 1841年8月5日   | 1846年12月24日 | 在任中に死去 | [ 16 ] |
| 第6代シーフィールド伯爵フランシス・オグルヴィ＝グラント          | 1841年8月5日   | 1853年7月30日  | 在任中に死去 | [ 11 ] |
| 第11代ヒューム伯爵コスパトリック・ヒューム                       | 1842年1月19日  | 1874年1月26日  | | [ 14 ] |
| 第7代ポルワース卿ヘンリー・ヘップバーン＝スコット                | 1843年7月19日  | 1867年8月16日  | 在任中に死去 | [ 4 ]  |
| 第15代グレイ卿ジョン・グレイ                                     | 1847年3月17日  | 1867年1月31日  | 在任中に死去 | [ 24 ] |
| 第9代ロロ卿ウィリアム・ロロ                                      | 1847年9月8日   | 1852年7月1日   | | [ 16 ] |
| 第13代エルフィンストン卿ジョン・エルフィンストン                 | 1847年9月8日   | 1859年4月23日  | | [ 27 ] |
| 第5代エアリー伯爵デイヴィッド・オグルヴィ                        | 1850年3月13日  | 1881年9月25日  | 在任中に死去 | [ 25 ] |
| 第12代ブランタイヤ卿チャールズ・ステュアート                     | 1850年3月13日  | 1892年6月28日  | | [ 23 ] |
| 第10代クーロスのコルヴィル卿チャールズ・コルヴィル               | 1851年8月6日   | 1885年11月18日 | | [ 10 ] |
| 第12代ストラスモア＝キングホーン伯爵トマス・ライアン＝ボーズ     | 1852年7月15日  | 1865年7月6日   | | [ 5 ]  |
| 第7代ストラサラン子爵ウィリアム・ドラモンド                      | 1853年9月7日   | 1886年1月23日  | 在任中に死去 | [ 5 ]  |
| 第7代シーフィールド伯爵ジョン・オグルヴィ＝グラント              | 1853年11月16日 | 1859年4月23日  | | [ 11 ] |
| 第14代ケイスネス伯爵ジェームズ・シンクレア                       | 1858年6月29日  | 1868年11月11日 | | [ 26 ] |
| 第10代ハディントン伯爵ジョージ・ベイリー＝ハミルトン             | 1859年5月10日  | 1870年6月25日  | 在任中に死去 | [ 24 ] |
| 第18代モートン伯爵ショルト・ダグラス                             | 1859年5月10日  | 1884年12月24日 | 在任中に死去 | [ 12 ] |
| 第18代ソルトーン卿アレグザンダー・フレイザー                     | 1859年5月10日  | 1886年2月1日   | 在任中に死去 | [ 11 ] |
| 第10代ロロ卿ジョン・ロロ                                         | 1860年11月15日 | 1868年11月11日 | | [ 16 ] |
| 第9代リーヴェン伯爵ジョン・レズリー＝メルヴィル                  | 1865年7月28日  | 1876年9月16日  | 在任中に死去 | [ 13 ] |
| 第11代ローダーデイル伯爵トマス・メイトランド                     | 1867年3月21日  | 1878年9月1日   | 在任中に死去 | [ 21 ] |
| 第15代エルフィンストン卿ウィリアム・エルフィンストン             | 1867年11月27日 | 1885年11月18日 | | [ 27 ] |
| 第14代シンクレア卿ジェームズ・シンクレア                         | 1868年12月3日  | 1880年10月24日 | | [ 22 ] |
| 第12代ケリー伯爵ウォルター・アースキン                           | 1869年7月7日   | 1872年1月17日  | 在任中に死去 | [ 21 ] |
| 第13代ストラスモア＝キングホーン伯爵クロード・ボーズ＝ライアン   | 1870年8月4日   | 1892年6月28日  | | [ 5 ]  |
| 第9代クイーンズベリー侯爵ジョン・ダグラス                        | 1872年3月7日   | 1880年3月24日  | | [ 4 ]  |
| 第19代フォーブス卿ホレス・フォーブス                             | 1874年2月18日  | 1906年1月8日   | | [ 9 ]  |
| 第11代ハディントン伯爵ジョージ・ベイリー＝ハミルトン             | 1874年2月18日  | 1917年6月11日  | 在任中に死去 | [ 24 ] |
| 第13代ケリー伯爵ウォルター・アースキン                           | 1876年12月22日 | 1888年9月16日  | 在任中に死去 | [ 15 ] |
| 第6代バーリーのバルフォア卿アレグザンダー・ブルース              | 1876年12月22日 | 1921年7月6日   | 在任中に死去 | [ 19 ] |
| 第11代ダンドナルド伯爵トマス・コクラン                           | 1879年3月11日  | 1885年1月15日  | 在任中に死去 | [ 20 ] |
| 第19代ボースウィック卿カニンガム・ボースウィック                 | 1880年4月16日  | 1885年12月24日 | 在任中に死去 | [ 23 ] |
| 第10代リーヴェン伯爵アレグザンダー・レズリー＝メルヴィル         | 1880年4月16日  | 1889年10月22日 | 在任中に死去 | [ 13 ] |
| 第8代ポルワース卿ウォルター・ヘップバーン＝スコット              | 1882年1月11日  | 1900年9月25日  | | [ 4 ]  |
| 第6代オークニー伯爵ジョージ・フィッツモーリス                    | 1885年2月17日  | 1889年10月21日 | 在任中に死去 | [ 17 ] |
| 第9代ノーセスク伯爵ジョージ・カーネギー                          | 1885年2月17日  | 1891年9月9日   | 在任中に死去 | [ 17 ] |
| 第10代リンジー伯爵ジョン・リンジー                               | 1885年6月10日  | 1894年5月12日  | 在任中に死去 | [ 8 ]  |
| 第6代エアリー伯爵デイヴィッド・オグルヴィ                        | 1885年12月10日 | 1900年6月11日  | 在任中に死去 | [ 25 ] |
| 第15代シンクレア卿チャールズ・シンクレア                         | 1885年12月10日 | 1922年4月25日  | | [ 6 ]  |
| 第12代ダンドナルド伯爵ダグラス・コクラン                         | 1886年2月4日   | 1922年10月26日 | | [ 20 ] |
| 第27代マー伯爵ジョン・アースキン                                 | 1886年3月25日  | 1922年10月26日 | | [ 15 ] |
| 第19代モートン伯爵ショルト・ダグラス                             | 1886年3月25日  | 1935年10月8日  | 在任中に死去 | [ 12 ] |
| 第13代ローダーデイル伯爵フレデリック・メイトランド               | 1889年1月10日  | 1918年11月25日 | | [ 13 ] |
| 第10代ストラサラン子爵ジェームズ・ドラモンド                     | 1890年1月6日   | 1893年12月5日  | 在任中に死去 | [ 5 ]  |
| 第19代ソルトーン卿アレグザンダー・フレイザー                     | 1890年1月6日   | 1933年6月19日  | 在任中に死去 | [ 11 ] |
| 第11代リーヴェン伯爵ロナルド・レズリー＝メルヴィル               | 1891年12月10日 | 1906年8月21日  | 在任中に死去 | [ 13 ] |
| 第11代カーンワース伯爵ロバート・ディーエル                       | 1892年7月14日  | 1910年3月8日   | 在任中に死去 | [ 26 ] |
| 第14代ケリー伯爵ウォルター・アースキン                           | 1892年7月14日  | 1950年2月3日   | | [ 15 ] |
| 第12代トーフィッケン卿ジェームズ・サンディランズ                 | 1894年7月18日  | 1910年1月10日  | | [ 7 ]  |
| 第12代フォークランド子爵バイロン・ケアリー                       | 1894年7月18日  | 1922年1月10日  | 在任中に死去 | [ 9 ]  |
| 第10代ベルヘイヴン＝ステントン卿アレグザンダー・ハミルトン       | 1900年10月5日  | 1920年10月31日 | 在任中に死去 | [ 19 ] |
| 第10代ノーセスク伯爵デイヴィッド・カーネギー                     | 1900年10月5日  | 1921年12月5日  | 在任中に死去 | [ 17 ] |
| 第20代ボースウィック卿アーチボルド・ボースウィック               | 1906年1月30日  | 1910年10月4日  | 在任中に死去 | [ 23 ] |
| 第19代ロシズ伯爵ノーマン・レズリー                               | 1906年11月8日  | 1923年11月16日 | | [ 16 ] |
| 第18代センピル卿ジョン・フォーブス＝センピル                     | 1910年1月28日  | 1934年2月28日  | 在任中に死去 | [ 22 ] |
| 第12代リーヴェン伯爵ジョン・メルヴィル                           | 1910年12月15日 | 1913年6月11日  | 在任中に死去 | [ 13 ] |
| 第12代トーフィッケン卿ジェームズ・サンディランズ                 | 1910年12月15日 | 1915年7月20日  | 在任中に死去 | [ 7 ]  |
| 第21代フォーブス卿アソル・フォーブス                             | 1917年10月10日 | 1924年10月9日  | | [ 9 ]  |
| 第12代リンジー伯爵レジナルド・リンジー                           | 1917年10月10日 | 1939年1月14日  | 在任中に死去 | [ 8 ]  |
| 第12代キャメロンのフェアファクス卿アルバート・フェアファクス     | 1917年10月10日 | 1939年10月4日  | 在任中に死去 | [ 27 ] |
| 第18代ケイスネス伯爵ノーマン・シンクレア                         | 1918年12月20日 | 1929年5月10日  | | [ 26 ] |
| 第11代ベルヘイヴン＝ステントン卿ロバート・ハミルトン＝アッドニー | 1922年1月13日  | 1945年6月15日  | | [ 19 ] |
| 第13代リーヴェン伯爵アーチボルド・レズリー＝メルヴィル           | 1922年1月13日  | 1947年1月15日  | 在任中に死去 | [ 8 ]  |
| 第7代エアリー伯爵デイヴィッド・オグルヴィ                        | 1922年1月13日  | 1963年7月31日  | 世襲貴族議員に移行 | [ 25 ] |
| 第11代クイーンズベリー侯爵フランシス・ダグラス                   | 1922年11月16日 | 1929年5月10日  | | [ 4 ]  |
| 第13代フォークランド子爵ルーシャス・ケアリー                     | 1922年11月16日 | 1931年10月7日  | | [ 9 ]  |
| 第7代バーリーのバルフォア卿ジョージ・ブルース                    | 1922年11月16日 | 1963年7月31日  | 世襲貴族議員に移行 | [ 19 ] |
| 第12代ハディントン伯爵ジョージ・ベイリー＝ハミルトン             | 1922年11月16日 | 1963年7月31日  | 世襲貴族議員に移行 | [ 24 ] |
| 第16代シンクレア卿アーチボルド・シンクレア                       | 1923年12月10日 | 1957年11月25日 | 在任中に死去 | [ 6 ]  |
| 第9代ブレダルバン＝ホランド伯爵チャールズ・キャンベル            | 1924年11月3日  | 1959年5月5日   | 在任中に死去 | [ 23 ] |
| 第14代ローダーデイル伯爵フレデリック・メイトランド               | 1929年5月31日  | 1931年9月14日  | 在任中に死去 | [ 13 ] |
| 第9代ポルワース卿ウォルター・ヘップバーン＝スコット              | 1929年5月31日  | 1944年8月24日  | 在任中に死去 | [ 4 ]  |
| 第15代ローダーデイル伯爵イアン・メイトランド                     | 1931年10月29日 | 1945年6月15日  | | [ 13 ] |
| 第20代ロシズ伯爵マルコム・レズリー                               | 1931年10月29日 | 1959年9月18日  | | [ 11 ] |
| 第13代カーンワース伯爵アーサー・ディーエル                       | 1935年11月15日 | 1941年3月9日   | 在任中に死去 | [ 26 ] |
| 第19代センピル卿ウィリアム・フォーブス＝センピル                 | 1935年11月15日 | 1963年7月31日  | 世襲貴族議員に移行 | [ 22 ] |
| 第20代ソルトーン卿アレグザンダー・フレイザー                     | 1935年11月15日 | 1963年7月31日  | 世襲貴族議員に移行 | [ 11 ] |
| 第16代パース伯爵ジェームズ・ドラモンド                           | 1941年1月8日   | 1951年12月15日 | 在任中に死去 | [ 17 ] |
| 第13代ダンドナルド伯爵トマス・コクラン                           | 1941年1月8日   | 1955年5月6日   | | [ 20 ] |
| 第14代アーバスノット子爵ジョン・アーバスノット                   | 1945年7月6日   | 1955年5月6日   | | [ 18 ] |
| 第13代キャメロンのフェアファクス卿トマス・フェアファクス         | 1945年7月6日   | 1963年7月31日  | 世襲貴族議員に移行 | [ 27 ] |
| 第10代セルカーク伯爵ジョージ・ダグラス＝ハミルトン               | 1945年7月6日   | 1963年7月31日  | 世襲貴族議員に移行 | [ 22 ] |
| 第10代ポルワース卿ヘンリー・ヘップバーン＝スコット               | 1945年7月6日   | 1963年7月31日  | 世襲貴族議員に移行 | [ 4 ]  |
| 第14代リンジー伯爵ウィリアム・リンジー                           | 1947年7月1日   | 1959年9月18日  | | [ 8 ]  |
| 第19代ケイスネス伯爵ジェームズ・シンクレア                       | 1950年2月21日  | 1963年7月31日  | 世襲貴族議員に移行 | [ 26 ] |
| 第17代パース伯爵ジョン・ドラモンド                               | 1952年4月2日   | 1963年7月31日  | 世襲貴族議員に移行 | [ 17 ] |
| 第13代レイ卿エニアス・マッケイ                                   | 1955年5月23日  | 1959年9月18日  | | [ 16 ] |
| 第22代フォーブス卿ナイジェル・フォーブス                         | 1955年5月23日  | 1963年7月31日  | 世襲貴族議員に移行 | [ 9 ]  |
| 第10代アソル公爵ジョージ・マレー                                 | 1958年10月1日  | 1963年7月31日  | 世襲貴族議員に移行 | [ 18 ] |
| 第15代ケリー伯爵ジョン・アースキン                               | 1959年10月6日  | 1963年7月31日  | 世襲貴族議員に移行 | [ 15 ] |
| 第17代シンクレア卿チャールズ・シンクレア                         | 1959年10月6日  | 1963年7月31日  | 世襲貴族議員に移行 | [ 6 ]  |
| 第14代ダンドナルド伯爵イアン・コクラン                           | 1959年10月6日  | 1963年7月31日  | 世襲貴族議員に移行 | [ 20 ] |
| 第11代ノーセスク伯爵デイヴィッド・カーネギー                     | 1959年10月6日  | 1963年7月31日  | 世襲貴族議員に移行 | [ 17 ] |

## 関連図書
- Fergusson, Sir James (1960). The Sixteen Peers of Scotland: An Account of the Elections of the Representative Peers of Scotland, 1707-1959 (英語). Oxford: Clarendon Press.